# Lingua dei segni nordirlandese
La lingua dei segni nordirlandese (NISL, Northern Ireland Sign Language) è una lingua dei segni sviluppata spontaneamente da bambini sordi in numerose scuole in Irlanda del Nord. Deriva dai dialetti di due lingue dei segni: ISL e BSL.